# Nombre de Prandtl

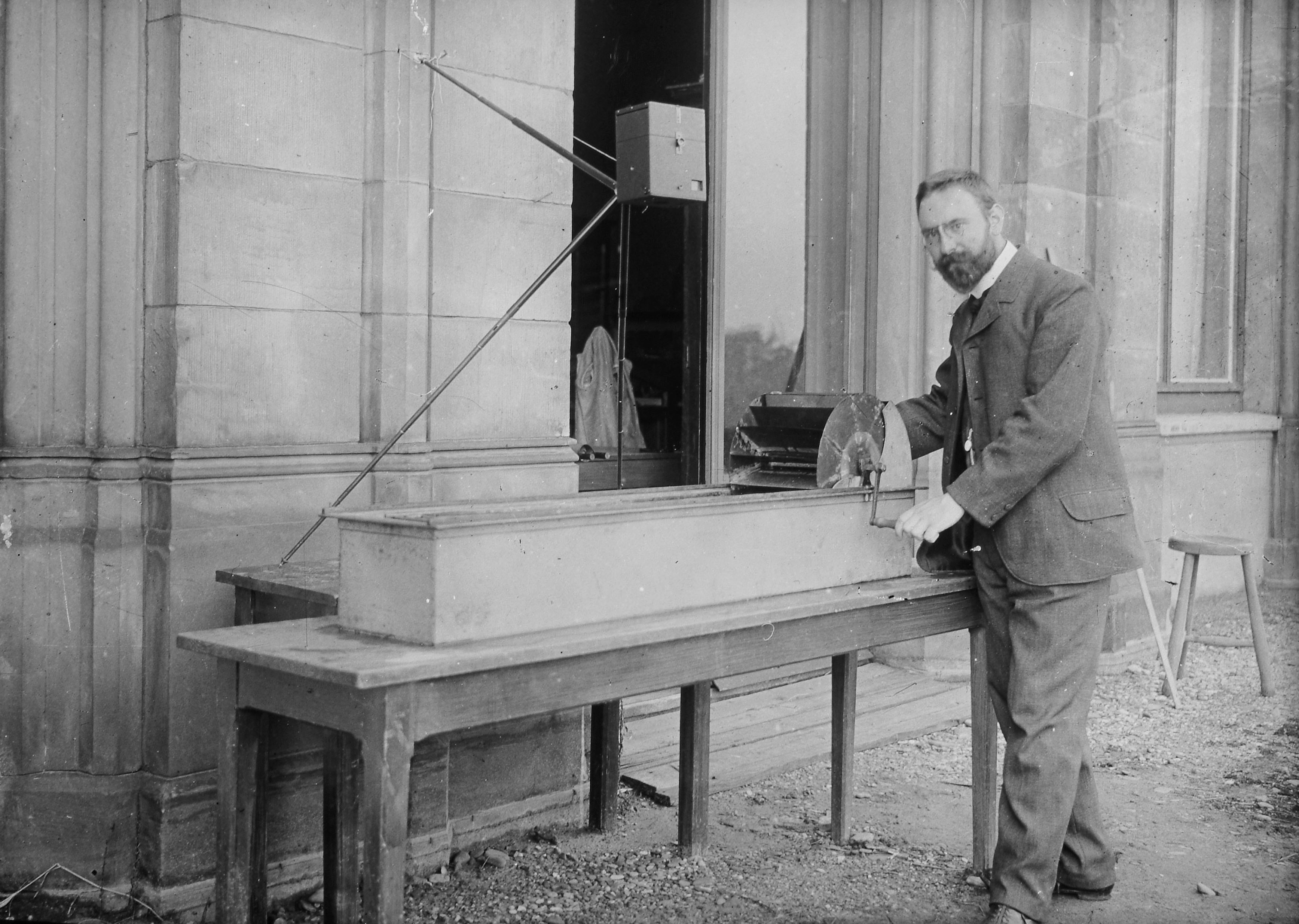
Fotografia de Ludwig Prandtl, del qual pren el nom el nombre, l'any 1904.

El Nombre de Prandtl (Pr) és un nombre adimensional que proporciona la ràtio entre la difusivitat de la quantitat de moviment (o viscositat cinemàtica) i la difusivitat tèrmica. Deu el seu nom a Ludwig Prandtl.
Es defineix com:
{\displaystyle {\mbox{Pr}}={\frac {\nu }{\alpha }}={\frac {\mbox{difusivitat de la quantitat de moviment}}{{\text{difusivitat t}}\mathrm {\grave {e}} {\mbox{rmica}}}}={\frac {C_{p}\mu }{k}}}
on:
- {\displaystyle \nu } és la viscositat cinemàtica, ν = μ / ρ [Pa s m³ kg-1].
- {\displaystyle \alpha } és la difusivitat tèrmica, α = k / (ρ cp) [m² S-1].
- μ [Pa s], k[J s-1 m-1 K-1], ρ[kg m-3], Cp[J kg-1 K-1]

Alguns valors típics de Pr són:
- al voltant de 0.7 per l'aire i molts altres gasos,
- al voltant de 7 per l'aigua
- al voltant de 7×1021 pel mantell de la terra
- entre 100 i 40,000 per oli de motor,
- entre 4 i 5 pel refrigerant R-12
- al voltant de 0.015 per al mercuri

En el mercuri, la conducció de calor és molt efectiva en comparació amb la convecció: la difusivitat tèrmica és dominant.
En l'oli de motor, la convecció és molt efectiva a l'hora de transferir energia d'una zona, en comparació amb la conducció pura: difusivitat de la quantitat de moviment és dominant.
En problemes de transferència de calor, el nombre de Prandtl controla el gruix relatiu de les capes límits de moment i tèrmica. Quan Pr és petit, significa que la calor es difon molt ràpidament comparada amb la velocitat (moment). Això vol dir que per a materials líquids el gruix de la capa límit tèrmica és molt més gran que la respectiva de moment.
El nombre anàleg a Pr en relació amb la transferència de massa és el nombre de Schmidt.